# روتشستر (تكساس)
روتشستر (بالإنجليزية: Rochester town, Texas)‏ هي بلدة تقع بولاية تكساس في الولايات المتحدة. تبلغ مساحتها 0.88 كم2، وترتفع عن سطح البحر 486 م، بلغ عدد سكانها 324 نسمة في عام 2010 حسب إحصاء مكتب تعداد الولايات المتحدة وتصل الكثافة السكانية فيها 368.2 نسمة لكل كيلومتر مربع (953.6/ميل2).

## التركيبة السكانية
حدّد مكتب تعداد الولايات المتحدة بيانات التركيبة السكانية لروتشستر في تعداد الولايات المتحدة. في ما يلي، التركيبة السكانية حسب تعدادي 2000 و2010.

### تعداد عام 2000
بلغ عدد سكان روتشستر 378 نسمة بحسب تعداد عام 2000، وبلغ عدد الأسر 155 أسرة وعدد العائلات 106 عائلة مقيمة في البلدة. في حين سجلت الكثافة السكانية 429.5 نسمة لكل كيلومتر مربع (1,112.4/ميل2). وبلغ عدد الوحدات السكنية 191 وحدة بمتوسط كثافة قدره 217 لكل كيلومتر مربع (562.0/ميل2).
وتوزع التركيب العرقي للبلدة بنسبة 65.34% من البيض و7.14% من الأمريكيين الأفارقة و1.06% من الأمريكيين الأصليين و24.07% من الأعراق الأخرى و2.38% من عرقين مختلطين أو أكثر و38.62% من الهسبانيون أو اللاتينيون من أي عرق.
بلغ عدد الأسر 155 أسرة كانت نسبة 34.2% منها لديها أطفال تحت سن الثامنة عشر تعيش معهم، وبلغت نسبة الأزواج القاطنين مع بعضهم البعض 51.6% من أصل المجموع الكلي للأسر، ونسبة 13.5% من الأسر كان لديها معيلات من الإناث دون وجود شريك، بينما كانت نسبة 3.2% من الأسر لديها معيلون من الذكور دون وجود شريكة وكانت نسبة 31.6% من غير العائلات. تألفت نسبة 30.3% من أصل جميع الأسر من عدة أفراد يعيشون في نفس المنزل ونسبة 18.7% كانت تتألف من شخص يعيش بمفرده يبلغ من العمر 65 عاماً أو أكثر. وبلغ متوسط حجم الأسرة المعيشية 2.44، أما متوسط حجم العائلات فبلغ 3.04.
بلغ العمر الوسطي للسكان 38.8 عاماً. وكانت نسبة 25.9% من القاطنين تحت سن الثامنة عشر، وكانت نسبة 8.2% بين الثامنة عشر والرابعة والعشرين عاماً، ونسبة 24.6% كانت واقعةً في الفئة العمرية ما بين الخامسة والعشرين والرابعة والأربعين عاماً، ونسبة 19.8% كانت ما بين الخامسة والأربعين والرابعة والستين، ونسبة 21.4% كانت ضمن فئة الخامسة والستين عاماً فما فوق. يوجد لكل 100 أنثى 96.9 ذكر، ويوجد لكل 100 أنثى في الثامنة عشر من عمرها فما فوق 95.8 ذكر.
بلغ متوسط دخل الأسرة في البلدة 20,357 دولارًا، أما متوسط دخل العائلة فبلغ 25,893 دولارًا. وكان متوسط دخل الذكور 17,188 دولارًا مقابل 16,250 دولارًا للإناث. وسجل دخل الفرد الخاص بالبلدة 12,912 دولارًا. وكانت نسبة 24.2% من العائلات ونسبة 29.4% من السكان تحت خط الفقر، وكان من هؤلاء نسبة 47.9% تحت سن الثامنة عشر ونسبة 20.8% في الخامسة والستين من العمر وما فوق.

### تعداد عام 2010
بلغ عدد سكان روتشستر 324 نسمة بحسب تعداد عام 2010، وبلغ عدد الأسر 129 أسرة وعدد العائلات 85 عائلة مقيمة في البلدة. في حين سجلت الكثافة السكانية 368.2 نسمة لكل كيلومتر مربع (953.6/ميل2). وبلغ عدد الوحدات السكنية 181 وحدة بمتوسط كثافة قدره 205.7 لكل كيلومتر مربع (532.8/ميل2).
وتوزع التركيب العرقي للبلدة بنسبة 72.53% من البيض و6.48% من الأمريكيين الأفارقة و0.62% من الأمريكيين الأصليين و16.67% من الأعراق الأخرى و3.70% من عرقين مختلطين أو أكثر و37.35% من الهسبانيون أو اللاتينيون من أي عرق.
بلغ عدد الأسر 129 أسرة كانت نسبة 31.8% منها لديها أطفال تحت سن الثامنة عشر تعيش معهم، وبلغت نسبة الأزواج القاطنين مع بعضهم البعض 48.1% من أصل المجموع الكلي للأسر، ونسبة 14% من الأسر كان لديها معيلات من الإناث دون وجود شريك، بينما كانت نسبة 3.9% من الأسر لديها معيلون من الذكور دون وجود شريكة وكانت نسبة 34.1% من غير العائلات. تألفت نسبة 31% من أصل جميع الأسر من عدة أفراد يعيشون في نفس المنزل ونسبة 18.6% كانت تتألف من شخص يعيش بمفرده يبلغ من العمر 65 عاماً أو أكثر. وبلغ متوسط حجم الأسرة المعيشية 2.51، أما متوسط حجم العائلات فبلغ 3.19.
بلغ العمر الوسطي للسكان 41.0 عاماً. وكانت نسبة 25.3% من القاطنين تحت سن الثامنة عشر، وكانت نسبة 8% بين الثامنة عشر والرابعة والعشرين عاماً، ونسبة 19.8% كانت واقعةً في الفئة العمرية ما بين الخامسة والعشرين والرابعة والأربعين عاماً، ونسبة 26.2% كانت ما بين الخامسة والأربعين والرابعة والستين، ونسبة 20.7% كانت ضمن فئة الخامسة والستين عاماً فما فوق. وتوزع التركيب الجنسي للسكان بنسبة 50% ذكور و50% إناث.